# Cyrille Aimée
Cyrille Aimée es una cantante de jazz franco-dominicana que reside en Brooklyn, en Estados Unidos, nacida Cyrille-Aimée Daudel de León el 10 de agosto de 1984 en Fontainebleau, Francia, de padre francés y de madre dominicana. Crece en Samois-sur-Seine, ciudad de adopción del guitarrista Django Reinhardt.

## Trayectoria
Ha ganado el primer premio de la competición vocal de la Montreux Jazz Festival Competición en 2007 y ha sido finalista de la Thelonious Monk Internacional Jazz Competición en 2010. En 2012 gana el concurso Sarah Vaughan Internacional Jazz Competición
El New York Times ha dicho de ella que es «una de las cantantes a las que los instrumentistas llaman 'música'.»
En 2015 canta sobre el gran escenario del teatro romano del festival Jazz à Vienne, en Francia, durante un « set de descubrimiento » de 25 minutos, antes del concierto de Tigran Hamasyan y Melody Gardot y su prestación le vale una ovación después en el Club de media noche.
En 2016 participa con gran éxito con una actuación en el gran chapiteau, en el festival Jazz in Marciac.

## Discografía

### Álbumes
- Cyrille Aimée and the Surreal Band (2009)
- Smile (2009)
- Just The Two Of Us (2010)
- Live at Small's (2010)
- Live at Birdland (2013)
- It's a Good Day (Mack Avenue Records, 2014)
- " Let´s Get Lost " (2016)